# 임수민 (아나운서)
임수민(林秀玟, 1967년 12월 10일 ~ )은 대한민국의 한국방송공사 아나운서이다.
연세대학교 정치외교학과와 동국대학교 언론정보대학원을 졸업한 후 1991년 KBS에 18기 공채 아나운서로 입사해 주로 중. 장년층 대상의 오락 및 교양 프로그램을 진행해왔다. 2022년 봄 부터 전국노래자랑 진행자였던 송해 선생이 건강 문제로 하차 의사를 밝힌 이후 작곡가 이호섭과 함께 전국노래자랑 임시 진행을 맡아오다가, 6월 8일에 송해 선생이 작고한 이후 이호섭과 함께 전국노래자랑의 제8대 정식 MC로 내정되어 전국노래자랑 MC로 활동하고 있다.

## 학력
- 연세대학교 정치외교학과 (졸업)
- 동국대학교 언론정보대학원 신문방송학과 언론학 (졸업)

### 비학위 수료
- 연세대학교 행정대학원 최고위과정 (수료)

## 경력
- 1991년 10월 : KBS 18기 공채 아나운서
- 2014년 : KBS 아나운서실 한국어연구부 부장 역임
- 2024년 6월 ~ : KBS 성평등센터장

## 진행

### 텔레비전
- KBS1 《KBS 보도본부 24시》: 1992년
- KBS1 《KBS 뉴스 24시》
- KBS2 《VJ특공대》내레이션 : 2004년 ~ 2015년
- KBS1 《여성공감》: 2012년
- KBS1 《아침마당》 출연 및 패널: 2007년 ~ 2015년, 2024년 10월 22일 9766회 데뷔 47년, 최고의 인기 프로그램을 만드는 최고의 조련사

이택림 편 추가 특별출연
- KBS1 《전국노래자랑》: 2020년 3월 1일 ~ 2022년 10월 9일 임시진행
- KBS1 《국민MC 송해 추모 특집 다큐 - 내 인생 딩동댕》 내레이션 : 2022년
- KBS2 《무엇이든 물어보세요》[3] 수요일 아나운서 패널 - 2024년 2월 5일 ~ 6월 24일[4]/8월 26일[5], 2024년 2월 7일 ~ 11월 27일[6]

### 라디오
- KBS 해피FM 《희망가요》 1996년 4월 1일 ~ 2016년 4월 24일
- KBS 제1라디오 《KBS 제1라디오 저녁종합뉴스》2005년 ~ 2006년
- KBS 제1라디오 《바른말 고운말》  2016년 11월 1일 ~ 2017년 8월 19일, 2017년 9월 11일 ~ 2019년 2월 28일
- KBS 쿨FM 《FM대행진》 2017년 10월 16일 ~ 2018년 1월 24일
- KBS 한민족방송 《이산가족 이야기 나의 살던 고향은》
- KBS 제1라디오 《라디오 전국일주》 2023년 11월 27일 ~ 12월 29일
- KBS 제1라디오 《지금 이 사람》 2024년 1월 1일 ~ 현재

## 수상
- 2007년 대한민국 아나운서 대상 라디오 진행상
- 2013년 제40회 한국방송대상 아나운서상